# Sarkosom

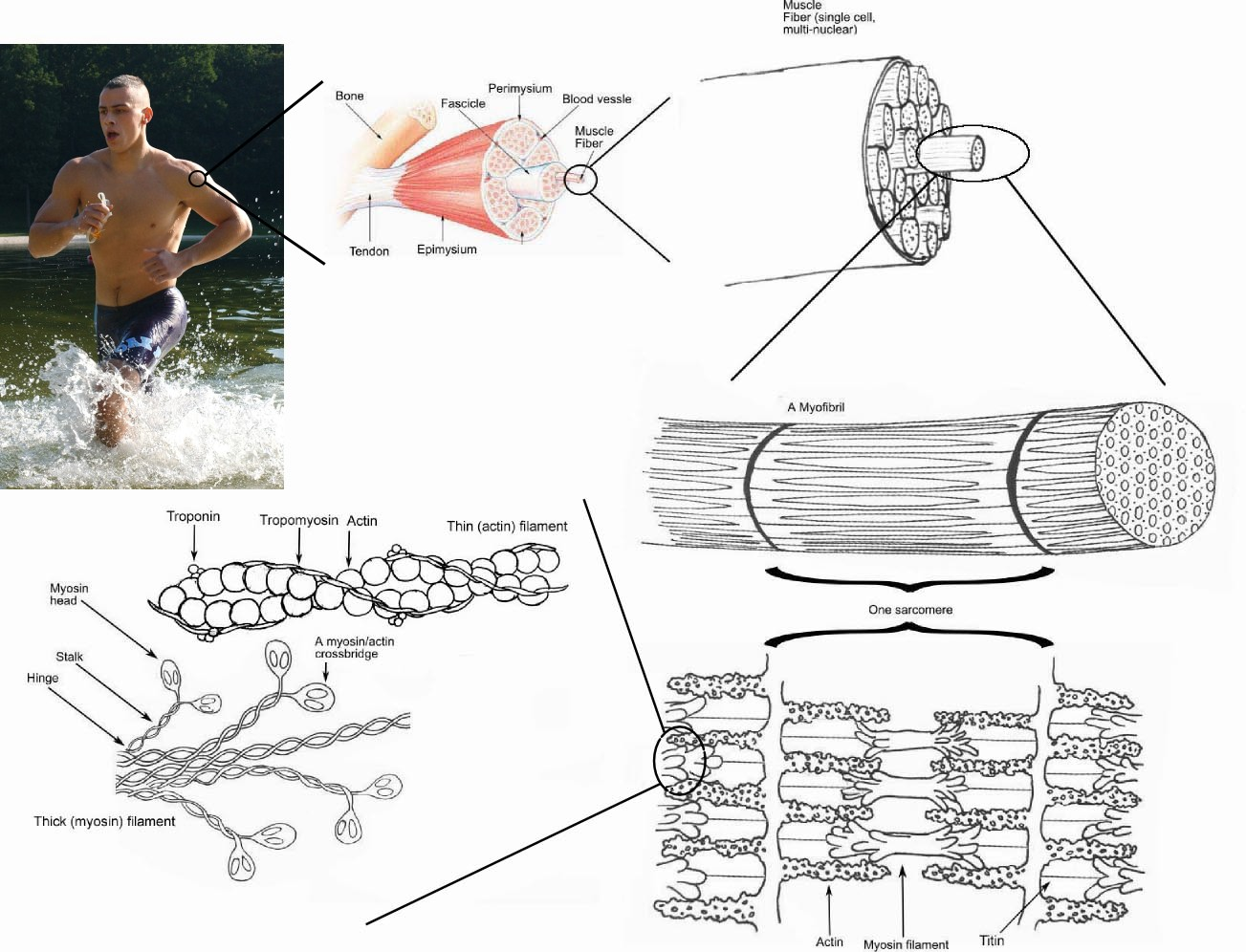
Mięsień poprzecznie prążkowany - budowa anatomiczna

Sarkosom – mitochondrium mięśnia poprzecznie prążkowanego.